# BioMed Central
BioMed Central (BMC) ist ein kommerzieller wissenschaftlicher Zeitschriftenverlag aus Großbritannien, der über 200 Open-Access-Zeitschriften aus dem Bereich Biologie und Medizin publiziert. Als Open-Access-Publisher stellt BioMed Central im Gegensatz zu traditionellen Verlegern wie Elsevier oder Springer-Verlag alle wissenschaftlichen Publikationen kostenlos im Internet zur Verfügung. Die anfallenden Kosten werden durch Gebühren gedeckt, die derjenige trägt, der publiziert. Veröffentlichungen werden dabei einem ebenso anspruchsvollen Peer-Review unterzogen wie bei traditionellen Fach-Verlagen.

## Geschichte
BioMed Central wurde im April 2000 von Vitek Tracz gegründet.
Im Oktober 2008 übernahm die Verlagsgruppe Springer Science+Business Media (jetzt Springer Nature) BioMed Central.

## Zeitschriften
Die wichtigsten Zeitschriften von BioMed Central sind Biotechnology for Biofuels, Genome Biology, Genome Medicine, Arthritis Research & Therapy, Breast Cancer Research, Critical Care, BMC Neuroscience und BMC Veterinary Research.